# Пољана (Врбовец)
Пољана је насељено место у саставу града Врбовца у Загребачкој жупанији, Хрватска. До територијалне реорганизације у Хрватској налазила се у саставу бивше велике општине Врбовец.

## Становништво
На попису становништва 2011. године, Пољана је имала 423 становника.

## Попис1991.
На попису становништва 1991. године, насељено место Пољана је имало 447 становника, следећег националног састава:
| Попис 1991.‍ | Попис 1991.‍ | Попис 1991.‍ | Попис 1991.‍ | Попис 1991.‍ |
| ----------- | ----------- | ----------- | ----------- | ----------- |
|             |             |             |             |             |
| Хрвати      | Хрвати      |             | 436         | 97,53%      |
| Македонци   | Македонци   |             | 1           | 0,22%       |
| Муслимани   | Муслимани   |             | 1           | 0,22%       |
| Словенци    | Словенци    |             | 1           | 0,22%       |
| Чеси        | Чеси        |             | 1           | 0,22%       |
| непознато   | непознато   |             | 7           | 1,56%       |
| укупно: 447 |             |             |             |             |